# Jan de Boer (turner)

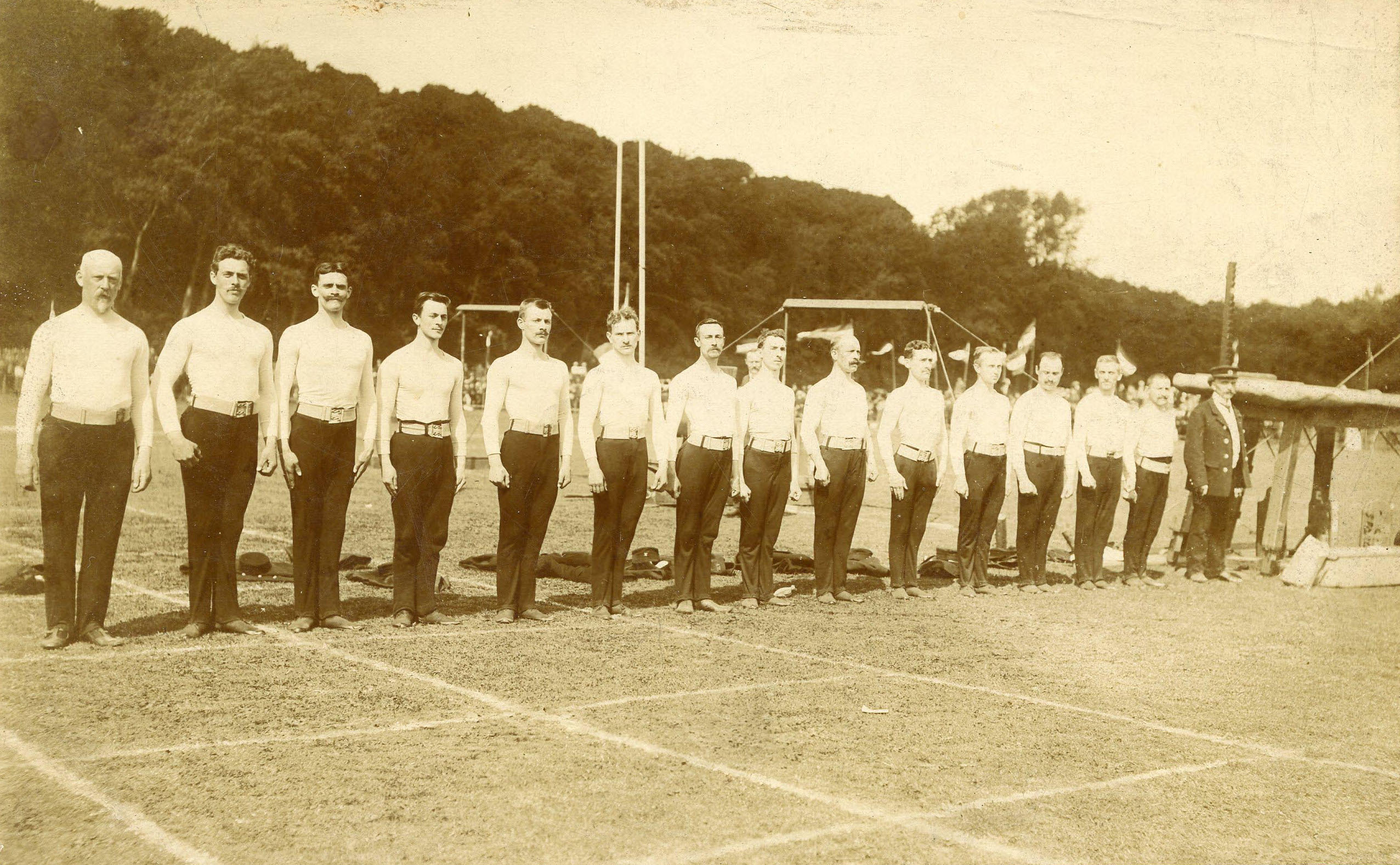
Jan de Boer (l) met de Nederlandse turnploeg tijdens de Olympische Spelen van 1908

Jan de Boer (Nieuwe Pekela, 15 februari 1859 - Amsterdam, 8 juni 1941) was een Nederlands turner, coach en gymnastiekleraar. Tijdens de Olympische Zomerspelen 1908 droeg hij, bij het eerste openingsdéfilé in de Olympische geschiedenis, de Nederlandse vlag.
De Boer was een zoon van de scheepskapitein Jan de Boer en Catharina Dijkhuis. In november 1881 verhuisde de familie van Groningen naar Amsterdam. Dat jaar werd hij benoemd tot gymnastiekonderwijzer aan een openbare lagere school. In 1886 werd hij "directeur" oftewel hoofdtrainer van de nieuwe gymnastiekvereniging "Spartacus". Deze vereniging had alleen joodse leden. In 1890 was hij lid van een comité dat in de zomermaanden kosteloze gymnastiek-bijeenkomsten verzorgde op het terrein achter het Rijksmuseum.
In 1897 trouwde hij met Johanna Jacoba de Vries, een dochter van de bekende organist Simon Reinier de Vries. Zij kregen ten minste drie kinderen. Hij was kennelijk een succesvol trainer: bij de viering van het 15-jarig bestaan van "Spartacus" in het Concertgebouw werd hem een fraaie lauwerkrans aangeboden. En in 1916 werd zijn 30-jarig jubileum als "directeur" van de vereniging "Spartacus" gevierd in het Paleis voor Volksvlijt.
In 1908 kreeg hij de leiding van de Nederlandse turnploeg, die aan de Olympische Spelen in Londen deelnam. Het was een grote ploeg, maar succes werd er niet behaald: de landenploeg werd zevende van de acht deelnemende landen en in de meerkamp voor mannen eindigde Michel Biet als beste Nederlander op de 49e plaats. 
De rol van De Boer zelf was achteraf gezien meer bijzonder, omdat hij de allereerste Nederlandse vlaggendrager op Olympische Spelen werd. Kennelijk was hij daarvoor uitverkoren omdat hij met zijn 49 jaar en 149 dagen de oudste deelnemer aan de Spelen van Londen was. Overigens werd in 1908 in geen enkele krant vermeld dat hij de vlag gedragen had.
In 1923 kwam er, na 38 jaar, een eind aan de samenwerking tussen Jan de Boer en "Spartacus". Hij overleed in 1941 op 82-jarige leeftijd, een week nadat "Spartacus" door de Duitse bezetter was verboden. De meeste leden van de club overleefden de oorlog niet.